# Angel Mounds
Angel Mounds è un sito archeologico della Cultura del Mississippi.
Si trova lungo il fiume Ohio presso la città di Evansville nella contea di Vanderburgh in Indiana.  Il sito consiste nei resti di un insediamento preistorico fondato da nativi americani della cultura del Medio Mississippi intorno al 1200 d.C. su un terrazzo naturale lungo la riva destra dell'Ohio, poco a monte della confluenza del Green River. Il sito, della superficie di circa 100 acri, era protetto da una palizzata semicircolare sui lati est, nord e ovest, mentre sul lato sud, prima del corso principale dell'Ohio, si trovava una stretta isola separata da un canale dalla riva. All'interno dell'area protetta si trovavano diversi tumuli in terra a forma di piramide tronca, di cui ne sono giunti sino a noi undici, sebbene molti danneggiati prima della preservazione del luogo. Gli scavi del sito sono stati effettuati fra il 1939 ed il 1964 dall'archeologo americano Glenn Albert Black per conto dell'Indiana Historical Society. Attualmente il sito archeologico fa parte del parco statale denominato Angel Mounds State Historic Site, ed è gestito dal Indiana State Museum. Il sito è stato dichiarato National Historic Landmark nel 1964.